# Kose (Põhja-Pärnumaa)
Kose is een plaats in de Estlandse provincie Pärnumaa, sinds 2017 behorend tot de gemeente Põhja-Pärnumaa. De plaats heeft de status van dorp (Estisch: küla).
Tot 2017 lag Kose in de gemeente Vändra vald. In oktober van dat jaar ging Vändra vald op in de fusiegemeente Põhja-Pärnumaa.

## Bevolking
Het dorp had 32 inwoners op 31 december 2011 en 24 inwoners op 31 december 2021.

## Ligging
Het dorp ligt aan de rivier Käru, een zijrivier van de Pärnu. De Tugimaantee 57, de secundaire weg van Mudiste naar Vändra, komt door Kose.

## Geschiedenis
Kose werd voor het eerst genoemd in 1795 onder de naam Kosse Michel, een boerderij op het landgoed van Fennern (Vändra). In 1844 werd het landgoed Neu-Fennern (Uue-Vändra) afgesplitst van Fennern. Kose ging mee. Uue-Vändra staat niet meer op de landkaart; het bestuurscentrum van het landgoed lag op de plaats waar sinds 1923 het dorp Mustaru ligt.
In 1923 werd Kose voor het eerst genoemd als dorp. In de jaren 1977-1998 maakte het deel uit van het buurdorp Mustaru.